# Rivière Arnold
La rivière Arnold est un affluent de la décharge du Lac des Joncs, laquelle se déverse dans le Lac Mégantic. Ce dernier, qui reçoit aussi la décharge du Lac aux Araignées constitue le principal plan d'eau de tête de la rivière Chaudière, laquelle coule vers le nord pour aller se déverser sur la rive-sud du fleuve Saint-Laurent.
La rivière Arnold coule dans les municipalités de Saint-Augustin-de-Woburn, Piopolis et de Frontenac, dans la municipalité régionale de comté (MRC) Le Granit, dans la région administrative de l'Estrie, au Québec, au Canada.

## Géographie
Les principaux bassins versants voisins de la rivière Arnold sont :
- côté nord : lac Mégantic, rivière aux Araignées ;
- côté est : rivière aux Araignées, ruisseau Vaseux ;
- côté sud : ruisseau Morin, rivière Cupsuptic (Cupsuptic River), (É.U.A.), Porter Brook (É.U.A.) ;
- côté ouest : première branche est de la rivière Magalloway (É.U.A.), Deer Brook (É.U.A.), rivière Bergeron.

La rivière Arnold prend sa source dans le lac Arnold(longueur : 2,4 km dans le sens nord-sud ; altitude : 754 m). Ce lac est situé dans la partie sud de la municipalité de Saint-Augustin-de-Woburn. L'embouchure de ce lac est située à 4,8 km au sud du sommet du mont Gosford. Ce lac marécageux chevauche la frontière Canada-États-Unis. Un barrage a été érigé à son embouchure, lui attribuant ainsi le statut de lac. Le débit moyen de la rivière Arnold est d’environ 5 m3/s et son bassin versant couvre 265 km2.
À partir du lac Arnold, la rivière Arnold coule sur 27,6 km répartis selon les segments suivants :
Cours supérieur
- 2,5 km vers le nord, jusqu'à l'embouchure de l'Étang Morold que le courant traverse sur une centaine de mètres ;
- 2,8 km vers le nord, jusqu'à un ruisseau (venant de l'est) ;
- 3,3 km vers le nord, jusqu'à un ruisseau (venant de l'ouest) ;
- 4,9 km vers l'est, jusqu'à la confluence du ruisseau Morin (venant du sud) ;
- 3,2 km vers le nord, jusqu'à la limite du canton de Woburn ;
- 1,1 km vers le nord, jusqu'à une route qu'elle coupe à 0,6 km à l'est du centre du village de Saint-Augustin-de-Woburn ;

Cours inférieur
- 2,4 km vers le nord-ouest, jusqu'à la confluence du ruisseau Vaseux (venant du sud-est) ;
- 0,6 km vers le nord-ouest, en entrant dans le jusqu'à la confluence du Ruisseau Saint-Joseph (venant du sud) ;
- 1,7 km vers le nord, jusqu'à la limite des cantons de Clinton et de Woburn ;
- 0,7 km vers le nord, en serpentant jusqu'au début de la zone élargie de la rivière Arnold ;
- 0,7 km vers le nord, jusqu'à la confluence de la rivière Clinton (venant du sud-ouest) ;
- 0,5 km vers le nord, jusqu'à la limite entre les municipalités de Saint-Augustin-de-Woburn et de Piopolis ;
- 3,8 km vers le nord, jusqu'à la décharge du Lac des Joncs.

La rivière Arnold se jette sur la rive sud de la décharge du Lac des Joncs à 1,5 km en amont de la confluence de dernière, laquelle se déverse sur la rive sud du lac Mégantic. La confluence de la rivière Arnold est située à 7,2 km au nord du centre du village de Saint-Augustin-de-Woburn, à 1,5 km à l'est de la confluence de la rivière Bergeron et à 1,1 km à l'ouest de la baie de l'ouest du lac aux Araignées.

## Toponymie

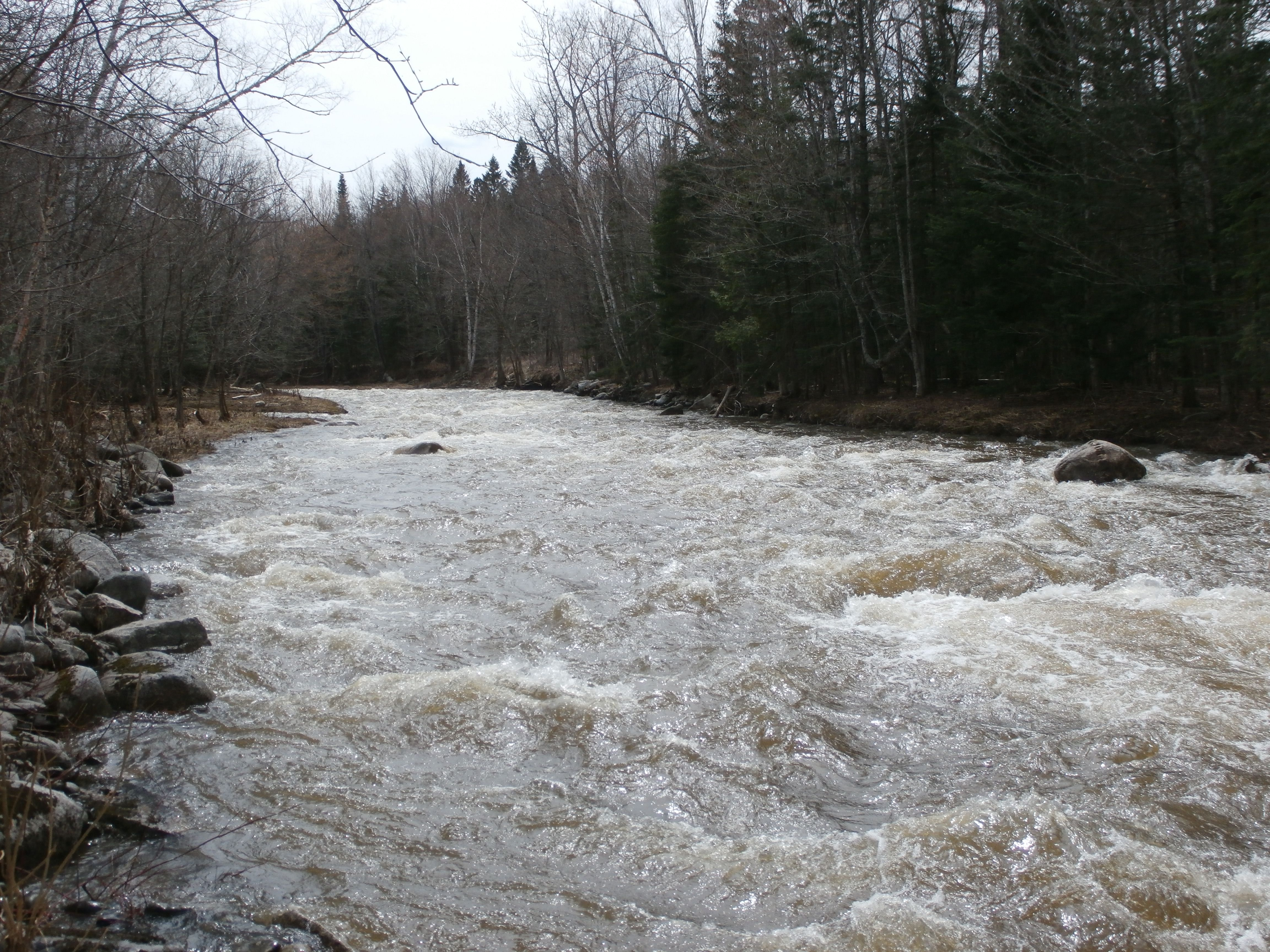
Rivière Arnold en amont de la route 161 à Saint-Augustin-de-Woburn.

Le nom de la rivière rappelle Benedict Arnold (1741 - 1801) qui a fait traverser cette rivière par l'armée américaine lors de l'invasion du Canada en 1775, avec comme objectif la prise de la Québec (ville).
Né en 1741 ou 1742 en Nouvelle-Angleterre, Benedict Arnold choisit le parti des insurgés dès le début du conflit entre les treize colonies américaines et leur mère patrie, l'Angleterre. En juin 1775, Arnold se rend au Québec afin d'évaluer le système de défense des autorités britanniques. À la suite de la divulgation de son rapport, le Congrès américain décide d'envoyer ses troupes afin de s'emparer de la vallée du Saint-Laurent. Arnold prend alors la tête d'une des armées d'invasion en empruntant la rivière Arnold, la rivière aux Araignées, le lac Mégantic et la rivière Chaudière.
Ses armées arrivent en novembre 1775 sur la rive sud du fleuve Saint-Laurent, face à la ville de Québec (ville). Les difficultés considérables rencontrées par cette expédition aident les Anglais à mettre les Américains en déroute devant les murs de Québec dans la nuit du 30 au 31 décembre 1775. Muté à Montréal, qu'avait préalablement occupé Montgomery, en avril 1776, le général Arnold doit évacuer la ville et retourner aux États-Unis en juin devant l'hostilité croissante des Canadiens et l'arrivée de renforts britanniques. Arnold est devenu commandant de West Point après la victoire de Saratoga (1777) remportée contre Burgoyne. Le général Arnold se trouve alors au cœur d'un complot et il est accusé de traîtrise à la cause américaine ; il s'enfuit alors à Londres où il meurt en 1801. Arnold est considéré, après George Washington, comme le meilleur général américain de cette époque.
Le toponyme rivière Arnold a été officialisé le 5 décembre 1968 à la Commission de toponymie du Québec.